# Domenico Vandelli
Domenico Agostino Vandelli fue un naturalista italiano (8 de julio de 1735, Padua - 27 de junio de 1816, Lisboa).
Realiza sus estudios en la Universidad de Padua y obtiene su doctorado de medicina con la tesis Dissertationes tres: de Aponi thermis, de nonnullis insectis terrestribus et zoophytis marinis, et de vermium terrae reproductione atque taenia canis. Le envía, en 1761, a Carlos Linneo (1707-1778) una correspondencia sobre los invertebrados Holothuroidea. Posteriormente en 1767 le dedica el género Vandellia de la familia de las Scrophulariaceae.
En 1765, enseña química e historia natural en la Universidad de Coímbra donde funda un jardín botánico.
En 1788 publica el Diccionario dos termos technicos de historia natural extrahidos das obras de Linnéo, com a suo explicaçaõ así como una Florae lusitanicae et brasiliensis specimen (Coímbra). Toda su obra está bajo la autoridad de Linneo, y publica al año siguiente Viridarium Grisley lusitanicum, Linnaeanis nominibus illustratum (Lisboa).
En 1793, es el primer director del Jardín botánico del Palacio de Ajuda en Lisboae.

## Honores

### Epónimos
- Vandellia cirrhosa
- Vandellia beccarii[1]
- Vandellia sanguinea[2]
- Blanus cinereus
- Saxifraga vandellii ,[3]
- Barbacenia vandellii ,[4]
- Lafoensia vandellis,
- Androsacea vandellis ,[5]
- Palustris vandellia ,[6]
- Mayaca vandellii ,[7]
- Allium cirrhosum [8]

## Algunas publicaciones
- 1768. Dissertatio de arbore draconis seu Dracaena. 39 pp.
- 1771. Fasciculus plantarum. 20 pp.
- 1788. Florae lusitanicae et brasiliensis specimen. 96 pp.
- 1789. Viridarium Grisley lusitanicum. 134 pp.
- 1989. Saggio d'istoria naturale del Lago di Como e della Valsassina e altri luoghi lombardi (1763), Milán, Jaca Book
- La abreviatura «Vand.» se emplea para indicar a Domenico Vandelli como autoridad en la descripción y clasificación científica de los vegetales.[9]